# BURN·E
BURN·E — короткометражний анімаційний фільм від Pixar Animation Studios, заснований на повнометражному анімаційному фільмі WALL·E, що вийшов разом з ним в DVD та Blu-ray релізах 18 листопада 2008 року.